# Брус (пиломатериал)

Брус четырёхкантный

Брус — пиломатериал толщиной и шириной 100 мм и более. Брусья изготовляются из брёвен или клееных досок. Используются в строительстве домов, в мебельной промышленности, производстве тары и др.

## Виды брусьев
В зависимости от опиленности сторон:
- Двухкантный брус (лафет) — брус с двумя противоположными обработанными поверхностями.
- Трёхкантный брус — брус, имеющий три продольные обработанные поверхности.
- Четырёхкантный брус — брус, имеющий четыре продольные обработанные поверхности.

В зависимости от обеспечения точности и стабильности размеров. Равные стороны поперечного сечения.
- Калиброванный брус — брус, высушенный и обработанный до заданного размера.

Фальш-брус — клееный коробчатый профиль, декоративное изделие. Имеет слабые несущие свойства.

## Нормативные документы
- ГОСТ 18288-87 Производство лесопильное. Термины и определения.
- ГОСТ 24454-80 Пиломатериалы хвойных пород. Размеры.
- ГОСТ 2695-83 Пиломатериалы лиственных пород. Технические условия.